# Эффект Бэмби

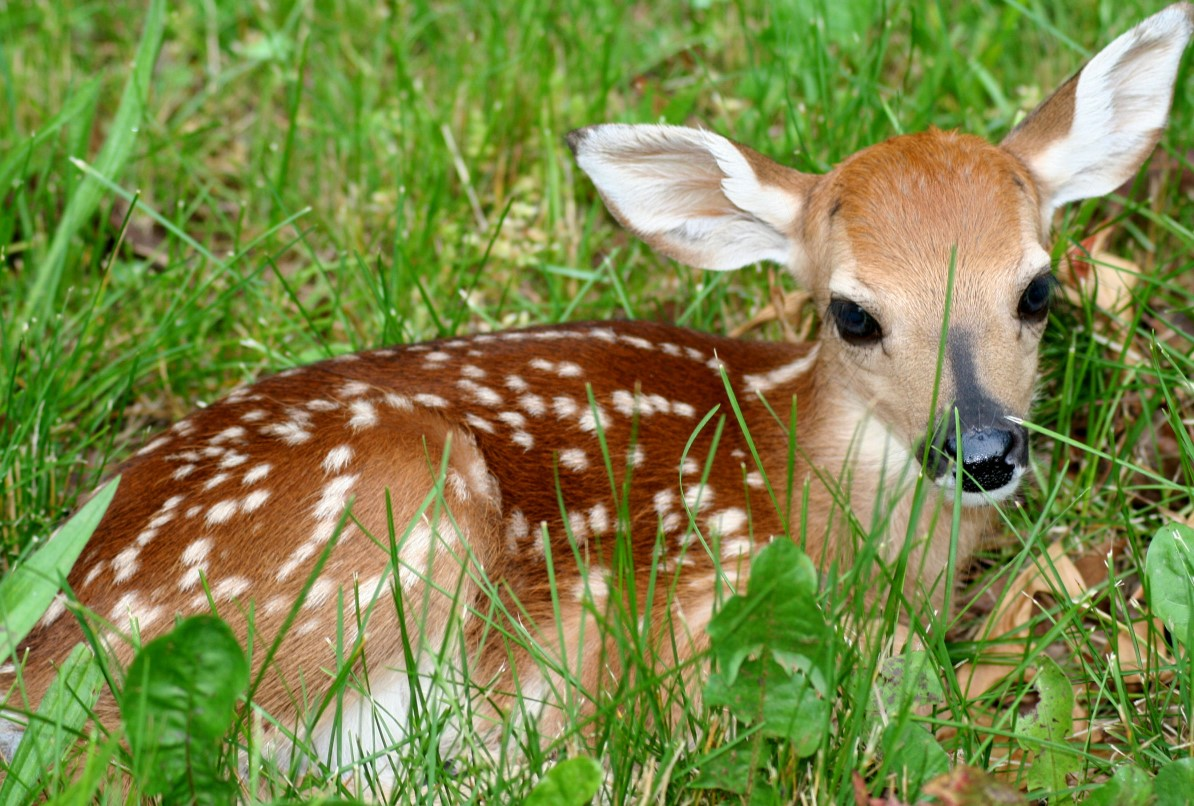
Белохвостый олень — вид главного героя мультфильма Уолта Диснея 1942 года «Бэмби».

«Эффект Бэмби» проявляется в том, что убийство животных, воспринимаемых как милые или очаровательные, — таких как олени — подвергается более негативной оценке общества. В то же время страдания животных, которые считаются непривлекательными или отталкивающими — например, свиней — получают гораздо меньше неодобрения или не получают вовсе.
Предполагается, что эффект является формой антропоморфизма. Его название вдохновлено анимационным фильмом Уолта Диснея 1942 года «Бэмби», где эмоциональным апогеем является смерть матери главного героя от рук антагониста фильма, охотника, обозначаемого просто как «Человек».